# Kraftwerk Bittenbrunn
Das Kraftwerk Bittenbrunn ist ein Laufwasserkraftwerk an der Donau im Eigentum der Donau Wasserkraft AG.
Das Kraftwerk liegt bei Bittenbrunn, einem Ortsteil von Neuburg an der Donau und hat 1969 die kommerzielle Stromerzeugung aufgenommen. Die elektrische Netto-Nennleistung des Kraftwerks Bittenbrunn beträgt 20,2 Megawatt aus drei Kaplan-Turbinen. Das jährliche Regelarbeitsvermögen ist mit 122,5 Millionen Kilowattstunden angegeben. Das von Uniper Kraftwerke GmbH betriebene Kraftwerk erzeugt nur Bahnstrom, der in das Netz der DB Energie GmbH eingespeist wird. Bei der Bundesnetzagentur wird das Kraftwerk Bittenbrunn unter der Nummer BNA0689 geführt.